# 森村聡美
森村　聡美（もりむら さとみ、1970年5月12日 - ）は、元女優・元アイドル歌手。静岡県焼津市出身。本名・小林聡美。静岡女子高等学校卒業。

## 来歴
1984年、ミス・セブンティーンコンテスト（応募者数 全国18万人）全国大会出場の際、CBS・ソニーの関係者にスカウトされて芸能界デビュー。コンテストでは、素人ながら物怖じしない演技力、キャラクターで注目を浴びた。同コンテスト、同大会から工藤静香、国生さゆり、渡辺美里などを輩出している。
翌1985年7月21日「愛より速く」で、CBS・ソニーから歌手デビュー。
歌手活動廃業後、女優活動がメインとなり、ドラマ「妻たちの課外授業」や「スケバン刑事III 少女忍法帖伝奇」に出演し、引退した。

## ディスコグラフィー

### シングル
（以下CBS・ソニーから発売）
- 愛より速く/てれぱしいください（1985年7月21日）A面=ドラマ「トライアングル・ブルー」挿入歌

### アルバム
（以下ソニー・ミュージックダイレクトから発売）
- アイドル・ミラクルバイブルシリーズ80〜86 GIRLS（2009年1月20日）（愛より速く、てれぱしぃください、ともだちムード（発売中止曲）収録）

## 女優活動

### ドラマ
- 妻たちの課外授業 - 南かおる 役
- スケバン刑事III 少女忍法帖伝奇 - オトヒ 役
- 少女コマンドーIZUMI 第8話「聖夜」

## マスメディア

### ラジオ
- お茶っ子クラブ（静岡放送）